# Rollán
Rollán è un comune spagnolo di 577 abitanti situato nella comunità autonoma di Castiglia e León.